# Illinois Tool Works
Illinois Tool Works (ITW) ist ein US-amerikanisches Unternehmen mit Firmensitz in Glenview, Illinois. ITW ist im Aktienindex S&P 500 gelistet. Zur ITW-Gruppe gehören in 56 Ländern rund 825 Tochtergesellschaften, die über 49.000 Mitarbeiter beschäftigen.

## Tochtergesellschaften
Zu ITW gehören folgende Tochterunternehmen (Stand 2019):
- Avery Weigh-Tronix Scales for Agribusiness
- Brecknell
- Dillon Force Measurement Equipment
- Exactrak - Real time vehicle tracking
- ITW Industrial Solutions

ITW Industrial Solutions stellt unter den Marken Varybond (Klebstoffe), Anti-Seize (Heißschrauben-Compound), Cramolin (Reiniger und Lacke), Rocol (Linienmarkierung), Destix (Medizinprodukte) und Scrubs (Handreinigungstücher) verschiedene Produkte für Wartung, Reparatur und industrielle Anwendungen her.